# Анита ван Бјурен
Поручница Анита ван Бјурен је измишљени лик из НБЦ-ове полицијско-процедуралне правне драме Ред и закон који је тумачила Ш. Епата Меркерсон. Ван Бјуренова се појавила у 390 епизода серије Ред и закон. По броју епизода је лик који се највише појављивао у изворној серији. Ван Бјуренова се појавила у 392 епизода унутра франшизе (390 серије Ред и закон и епизодама "Значка" серије Ред и закон: Злочиначке намере и "Костур" серије Ред и закон: Суђење пред поротом) и филму Изгнан: Филм Ред и закон и она је четврти по реду лик по броју појављивања унутар франшизе Ред и закон док су испред ње Оливија Бенсон (Мариска Харгитеј), Фин Тутуола (Ајс Ти) и Доналд Крејген (Ден Флорек) и пети унутар универзума Ред и закон док су испред ње Бенсонова (478 епизода серије Ред и закон: Одељење за специјалне жртве), Тутуола (456 епизода ОСЖ-а), Џон Манч (326 епизода серије Ред и закон: Одељење за специјалне жртве и 122 серије Одељење за убиства: Живот на улици) и Крејген (69 епизода серије Ред и закон и 331 серије Ред и закон: Одељење за специјалне жртве).

## Повест лика
Ш. Епата Меркерсон придружила се главној постави 1993. године у епизоди "Гледаност" приликом чега је ван Бјуренова наследила капетана Дона Крејгена (Ден Флорек) на месту надређеног 27. полицијске испоставе пошто је Крејген прешао у Одељење за борбу против мићења. Током свог боравка у серији, она је надзирала рада детектива међу којима су били Лени Бриско (Џери Орбак), Мајк Логан (Крис Нот), Реј Кертис (Бенџамин Брет), Ед Грин (Џеси Л. Мартин), Џо Фонтана (Денис Ферина), Ник Фалко (Мајкл Империоли), Нина Кесиди (Милена Говић), Сајрус Лупо (Џереми Систо) и Кевин Бернард (Ентони Андерсон).
Током скоро целог боравка у серији, ван Бјуренова је носила Смит и Весон модел 36 као службено оружје. У епизоди "Савезњак" 20. сезоне, она је виђена како носи Глок 19.
Ван Бјуренова је позната по чврстом ставу, али често плаћа цену тога. У једној епизоди је упуцала и ранила пљачкаша у покушају (Омар Скрогинс) који ју је напао пред банкоматом, а његовог саучесника убила, а за њега се испоставило да је умно заостали пубертетлија. Њу је истражила и ослободила сумње Унутрашња контрола. У једној епизоди је замало остала без посла јер је тужил НЈ СУП јер су унапредили белкињу са мање искуства испред ње. Њена тужба постало је такво жариште унутар секретаријата да јој је начелник рекао да ће морати да да отказ како би њено одељење могло без проблема да ухапси силоватеља деце. Судија је на крају одбацио њену тужбу због дискриминације.
Током једног случаја убиства, ван Бјуренова је сазнала да је у случају који је довео до њеног унапређења у поручника петљано са отисцима прстију у извештају вештака. Вештакиња, иначе другарица ван Бјуренове, је петљала са још неким извештајима па јој је суђено због тих поступака, а она је рекла да је само радила оно што је ван Бјуренова тражила. Никакви поступци нису покренути против ван Бјуренове, али је брука њу наставила да прогони.
У 17. сезони, она је била присиљена да прихвати Нину Кесиди као замену за детектива Џоа Фонтану после његовог одласка у пензију. Ван Бјуренова је веровала да Кесидијева нема довољно искуства да би била детективка Одељења за убиства што је створило ризик њеном ортаку Еду Грину. Ван Бјуренова је "ручно изабрала" замену за Фонтану која је била много искуснија од Кесидијеве. На крају је научила да истрпи (и можда прихвати) Кесидијеву као чланицу одељења. Међутим, то прихватање изгледа није дуго трајало јер је на крају седамнаесте сезоне у епизоди "Породични час" ван Бјуренова укорила детективку јер није могла да се обузда и указала је да за њу нема будућности у 27. испостави.

## Лични живот
Ван Бјуреова је рођена негде током 1952. године.Дипломирала је на факултету "Џон Џеј" и касније се удала за Доналда (Чарлс Дума) који има продавницу рачунарске опреме. Развели су се јер ју је он преварио. Имају два сина, старијег Стефана и Рика коме је дијагностикована сколиоза кад је имао 6 година. Откривено је да је провела пет година као обична службеница и седам по тајним задацима за Наркотике. Даље је откривено да воли Ленгстона Хјуза и да је леворука. Има сестру која се јако узнемирила због чињенице да не може да има децу. Она је противница рата у Ираку и не одобрава лов.
Отац јој је рањен у Васуу у Кореји током рата 1952. године. Био је у Ветеранској боници у Тулси у Оклахоми, а његова супруга је рекла да би умро да није имао одличну негу здравствених радника. Преминуо је 2007. године. Детективи је од миља зову скраћено "П.Р." или "Пору".

### Прича о раку
У 20. сезони, ван Бјуренова је ишла на гинеколошки преглед и откривено је да има рак грлића материце који је изазвао полно преносиви хумани папилома вирус (ХПВ) − који је закачила од Доналда који ју је варао. После дијагнозе се развела од Доналда и почела да се забавља са извесним Френком (Ерни Хадсон). Због хемотерапије је остала без косе и почела да носи перику. Толико је била посвећена послу да је одбила да пуши марихуану јер је у то време била незаконита. Међутим, почела је да је пушиш након што јој је начелник, који је иначе победио рак тестиса, рекао да ће окренути главу ако буде била дискретна. Како је сезона одмицала, њено лечење наизглед није добро напредовлао и јако се забринула за своје изгледе за преживљавање. Међутим, у последњој епизоди сезоне (и на крају и серије) "Гумена соба", здравље јој се изгледа побољшало. Лекар ју је звао, она је погледала колеге и рекла тихо себи: "Хвала, хвала". Серија се завршила добротворном пријему који су јој колеге организовале како би скупили новац за њено скупо лечење. Истом приликом је откривено и да су се она и Френк верили.

## Радни век
| Раздобље  | Старији детектив | Млађи детектив |
| --------- | ---------------- | -------------- |
| 1993–95   | Лени Бриско      | Мајк Логан     |
| 1995–99   | Лени Бриско      | Реј Кертис     |
| 1999–04   | Лени Бриско      | Ед Грин        |
| 2004–06   | Џо Фонтана       | Ед Грин        |
| 2005      | Џо Фонтана       | Ед Грин        |
| Ник Фалко | Џо Фонтана       |                |
| Ед Грин   | Џо Фонтана       |                |
| 2006–07   | Ед Грин          | Нина Кесиди    |
| 2008      | Ед Грин          | Сајрус Лупо    |
| 2008–10   | Сајрус Лупо      | Кевин Бернард  |

## Награде и одликовања
Списак медаља и награда за заслуге које је освојила поручница ван Бјурен, а што је виђено у епизоди "Игра оружја" (сезона 15 епизода 5).
|  | Орден америчке заставе                                 |
|  | Орден светског трговинског центра                      |
|  | Награда МУП-а за полицијске заслуге                    |
|  | Награда МУП-а за одлично обављање полицијских дужности |